# Atherinella eriarcha
Atherinella eriarcha är en fiskart som beskrevs av Jordan och Gilbert 1882. Atherinella eriarcha ingår i släktet Atherinella och familjen Atherinopsidae. IUCN kategoriserar arten globalt som livskraftig. Inga underarter finns listade.